# Ton Hasebos
Antonius (Ton) Josephus Hasebos (Amsterdam, 5 juni 1932 – 17 oktober 1992) was een Nederlands televisieregisseur, tekstschrijver en tekstdichter. 

## Loopbaan
Hasebos begon zijn televisieloopbaan als cameraman bij de NTS. In 1959 nam hij ontslag om freelance regisseur te worden. Hij maakte in 1960 zijn televisiedebuut met een programma van eigen liedjes, waarbij hij zichzelf op de gitaar begeleidde en was ook de maker van de kinderserie Kabouter Kandelaar op de VPRO-televisie in de jaren zestig. De poppenserie ging over een kabouter die verhaaltjes vertelde voor het slapen gaan. Als Toontje de aap bracht Hasebos zijn karakteristieke liedjes ten gehore. Daarna was hij actief als vertaler/bewerker van liedjes uit de Franse televisieserie Beertje Colargol en de Amerikaanse versie van de televisieserie Sesamstraat. 
Zowel van eigen werk (liedjes met gitaar) als van de series Beertje Colargol en Sesamstraat zijn grammofoonplaten uitgebracht.
Het Nederlands Instituut voor Beeld en Geluid heeft de heruitgave van Liedjes van Toontje op cd verzorgd (oorspronkelijk een Philips-lp).

## Series en documentaires van of met Hasebos
- Intocht van Sinterklaas 1964 (NTS), regie
- Wie is Julian B. Coco, Beertje Colargol en Kabouter Kandelaar (VPRO)
- Sesamstraat (NOS), regie
- Rosco leest voor (TROS, 1984)
- Pimmetje Panda (KRO, 1988)

## Kinderboeken
In de jaren 80 schreef Hasebos een serie boekjes (28 bladzijden) naar het originele idee van Bolke de Beer van A.D. Hildebrand. De serie werd uitgebracht in de Piccoloreeks bij G.B. van Goor. De boekjes zijn geïllustreerd door Fred de Hey. 
Delen:
- Bolke maakt een luchtreis
- Bolke bouwt een boot
- De zwemles
- Het spoor in de sneeuw
- De ziekenhut in het bos
- In de caravan
- Bolke gaat logeren
- Honing te koop
- De stoere redder
- Weg uit het circus
- Het hondje zonder baasje
- Bolke is jarig
- Wat een dag (speciaal vervaardigd voor Olvarit - Nutricia)